# Питерс, Томас
Томас Питерс (нидерл. Thomas Pieters; род. 27 января 1992, Гел, Бельгия) — бельгийский гольфист, участник летних Олимпийских игр 2016 года, победитель 3 турниров в рамках Европейского Тура.

## Биография
Томас Питерс родился в 1992 году в небольшом бельгийском городе Гел. В 2011 году выиграл турнир Джека Никлауса, благодаря чему смог начать обучение в Иллинойсском университете защищая цвета которого одержал несколько побед на американских студенческих соревнованиях.
С 2013 года Питерс стал выступать в профессионалах. Первое время бельгийский гольфист в основном выступал в турнирах квалификационной школы Европейского тура, а с 2014 года начал полноценные выступления в рамках основного Тура. Первую крупную победу Питерс одержал 30 августа 2015 года, победив на турнире в чешской Праге. Спустя две недели Томас выиграл свой второй турнир Европейского тура, став первым на Открытом чемпионате Нидерландов (KLM Open). C 2016 года бельгийский гольфист стал выступать на турнирах категории «мейджор». На своём первом Открытом чемпионате Великобритании Питерс стал 30-м с результатом 2 выше пар.
В августе 2016 года Томас Питерс принял участие в летних Олимпийских играх в Рио-де-Жанейро, в программу которых спустя 112 лет вернулся гольф. После первых двух раундов Питерс шёл на втором месте, уступая лидеру австралийцу Маркусу Фрейзеру всего 1 удар. Третий раунд оказался для Томаса провальным. По итогам 18 лунок бельгиец показал результат +6 и сразу откатился за пределы первой десятки. В четвёртом раунде Питерс вновь показал отличный результат, пройдя поле с результатом 6 ниже пар, но этого оказалось недостаточно и в итоге Питерс остался на итоговой четвёртой позиции. Спустя неделю после окончания Игр Питерс одержал третью победу в рамках Европейского тура, победив на турнире Made in Denmark.
В апреле 2017 года Томас Питерс принял участие в Мастерсе. После первых двух раундов молодой бельгиец с тремя другими гольфистами делил первое место, однако неудачный результат в третьем раунде, который Питерс закончил с результатом 75 (3 выше пар), отбросили его на 9-е место. Финальный раунд Питерс вновь закончил с -4, но этого оказалось недостаточно для попадания в тройку. По итогам 4-х попыток результат Питерса был -5, что дало возможность разделить итоговое 4-е место с американцем Мэттот Кучаром. За 4-е место бельгиец получил 27 рейтинговых очков, что позволило подняться с 35-й сразу на 26-ю позицию в мировой классификации.